# Феофан (Рпинский)
Феофан (в миру Богдан Рпинский; ум. в августе 1588) — архиепископ Полоцкий, Витебский и Мстиславский в 1576—1588 гг.

## Биография
О детстве и мирской жизни Богдана Рпинского сведений практически не сохранилось, да и последующие биографические данные о нём очень скудны и отрывочны; известно лишь, что происходил он из земян Ошмянского повета в Великом княжестве Литовском.
15 декабря 1576 году протопоп Феофан получил «утвердительный лист», то есть жалованную грамоту польского короля и великого князя литовского Стефана на «архиепископство Полоцкое, Витебское и Мстиславское». В этой грамоте он характеризуется, как «человек цнотливый (добродетельный), во всяких справах (делах) духовных статечный (благоразумный) и в письме святом добре научоный». Королевская грамота дана ему была после того, как «панове рады з местц своих сенаторских тое владычество ему дали и злецили (поручили), а митрополит киевский, галицкий и всея Руси Иона на тую архиепископию его совершил и постановил водлуг обряду закону Греческого».
Грамотой от 27 ноября 1577 года король Стефан Баторий велит возвратить архиепископу Феофану Богдану села и имения Полоцкой архиепископии, присвоенные разными лицами «по взятью замку Полоцкого через неприятеля нашого, великого князя Московского (Ивана IV Грозного), кгды некоторый час тот вряд пастырства духовного ваковал», был вакантным (это было время Ливонской войны). Он же грамотой от 19 февраля 1578 года в Варшаве дал ему в управление церковь Спаса и при ней монастырь (с людьми и разными угодьями) в городе Могилёве, «в краю том, где он наибольшей паремешкивает», а жалованной грамотой от 24 июня 1578 года. в Львове отдал в его управление монастыри Свято-Никольский в городе Мстиславле и Пустынский Пречистенский, неподалеку от Мстиславля, со всеми их «наданьми», так как он, на том месте будучи, исполняет свои обязанности «во всякою пильностью и преможеньем».
21 мая 1580 года в Вильне тем же королем, после возвращения Полоцкого замка «з рук великого князя Московского», был дан ему (Феофану Богдану) лист — «привилей на владычество» Полоцкое со всеми «добрами наданьями». Известна также судная королевская грамота 21 ноября 1582 года на сейме в Варшаве, по жалобе Феофана на полоцкого городничего Жука, присвоившего себе село полоцкого владычества Путилковичи. Грамотой от 5 марта 1585 года король Стефан отнял от Феофана вышеупомянутую Спасскую могилевскую церковь и передал ее в ведение могилевских граждан, вследствие их жалобы, что «ты сам в Могилеве николи не бываешь, а арендар твой только пожитков своих, а не хвалы Божой стережет».
Жалованная грамота короля Сигизмунда III от 22 сентября 1588 года в Кракове пинскому лещинскому архимандриту Афанасию Терлецкому на полоцкую архиепископию начинается известием, что «недавных часов архиепископ Феофан Богдан з сего света зшол…».
Феофан Рпинский умер в августе 1588 года.